# Ancistrotus uncinatus
Ancistrotus uncinatus är en skalbaggsart som först beskrevs av Johann Christoph Friedrich Klug 1825.  Ancistrotus uncinatus ingår i släktet Ancistrotus och familjen långhorningar. Inga underarter finns listade i Catalogue of Life.